# Tsepang Sello
Tsepang Sello (* 23. Februar 1997 in Maseru) ist eine lesothische Leichtathletin, die im Mittelstreckenlauf antritt.

## Sportliche Laufbahn
Erste internationale Erfahrungen sammelte Tsepang Sello 2014 bei den Afrikanischen Jugendspielen in Gaborone, bei denen sie im 3000-Meter-Lauf mit 10:30,42 min den achten Platz belegte. Anschließend nahm sie an den Olympischen Jugendspielen in Nanjing teil und belegte dort in  9:59,47 min den dritten Platz im B-Finale. Im Jahr darauf nahm sie erstmals an den Afrikaspielen in Brazzaville teil, bei denen sie im 800-Meter-Lauf mit 2:14,87 min im Vorlauf ausschied, während sie über 1500 Meter in 4:34,89 min Rang elf belegte. Auch bei den Afrikameisterschaften 2016 in Durban gelangte sie über 800 Meter mit 2:15,03 min nicht bis in das Finale, durfte aber dank einer Wildcard an den Olympischen Spielen in Rio de Janeiro teilnehmen, bei denen sie mit 2:10,22 min Vorlauf ausschied. 2017 nahm sie an der Sommer-Universiade in Taipeh teil, bei der sie mit 2:11,93 min in der Vorrunde ausschied, wie auch bei den Commonwealth Games 2018 im australischen Gold Coast mit 2:06,54 min. Im August erreichte sie bei den Afrikameisterschaften in Asaba mit 2:09,03 min nicht das Finale über 800 Meter, wurde aber im 1500-Meter-Lauf in 4:27,64 min Zehnte. 2019 nahm sie erneut an den Afrikaspielen in Rabat teil und schied dort mit 2:11,53 min in der Vorrunde aus. Anschließend wurde sie bei den Weltmeisterschaften in Doha in der ersten Runde disqualifiziert.

## Persönliche Bestleistungen
- 800 Meter: 2:05,04 min, 6. April 2019 in Stellenbosch (lesothischer Rekord)
- 1000 Meter: 2:46,06 min, 8. März 2018 in Pretoria (lesothischer Rekord)
- 1500 Meter: 4:17,31 min, 23. Februar 2018 in Bloemfontein (lesothischer Rekord)
- 3000 Meter: 9:59,47 min, 24. August 2014 in Nanjing